# Тарак
Тарак (в Бурятії та на Алтаї чегень, в Тиві хойтпак, тарик, в Калмикії тарг) — кисломолочний продукт. 

## Опис
Тарак — основний кисломолочний виріб монгольського напряму в кулінарії. За принципом виготовлення він мало відрізняється від інших подібних кисломолочних продуктів, таких, як, наприклад, йогурт, катик або мацоні — по суті, це все одна і та сама страва, лише під різними назвами. Головною особливістю тарака є те, що молочнокисле бродіння здійснюється за рахунок не болгарської, а швейцарської палички (Lactobacillus helveticus), яка розвивається в умовах високогір'я Алтаю, Саян, Прибайкалля і в сухих степах Західного Прикаспію. Вона ж, зокрема, використовується, наприклад, при виготовленні сиру Емменталь.

## Приготування
Як правило, тарак роблять не з одного виду молока, а із суміші молока наявних видів: наприклад, овечого, козячого і коров’ячого молока. Іноді до складу суміші входило молоко верблюдиць (Калмикія) або навіть ячих (Тива) Це пов’язано передусім з тим, що удійність худоби в високогірних регіонах, де тарак отримав поширення, була невеликою, і для виробництва продукту для всієї родини треба було зібрати все наявне у господарстві молоко. Пізніше з'ясувалося, що із такої молочної суміші виходить тарак кращої якості, ніж із молока одного будь-якого виду.
На відміну від катика, молоко для тарака не доводять до кипіння, а лише підігрівають, далі охолоджують до +23 °C і вносять закваску, якою слугує раніше виготовлений тарак. В Калмикії у якості закваски використовують сметану. Після внесення закваски ємність з тараком герметично закривають; в давнину для цього слугував шкіряний бурдюк.
У якості первинної закваски окрім старого (добового) тарака використовують свіжу заболонь (внутрішню частину кори) молодої шелюги (верби), пророщену в невеликому мішечку в теплі і у темряві пшеницю, скоринку свіжоспеченого житнього хліба, срібні предмети або шматочок цегельного зеленого калмицького чаю.
Тарак не дає такого самого щільного згустку без сироватки, як катик, тому для вживання або зціджують зайву сироватку (хойтпак), або навпаки, розводять до необхідної консистенції напою, так що він стає за консистенцією трохи рідшим за кефір. Такий тарак тувинською мовою називають «тарик», а не «хойтпак».
На Алтаї з чегеня роблять такі вторинні продукти, як аарчи (щось середнє між сузьмою і молодим сиром) та курут (аналог курта).